# Nyquist-stabiliteitscriterium

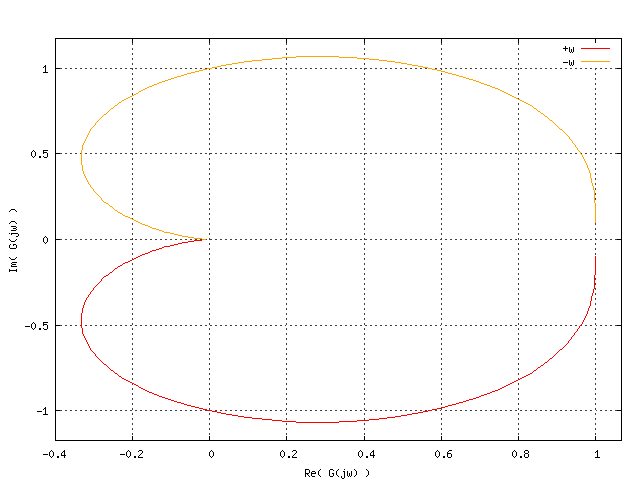
Nyquist-diagram voor

Het Nyquist-stabiliteitscriterium, genoemd naar Harry Nyquist, is een simpele test voor de stabiliteit van een teruggekoppeld regelsysteem waarbij men het Nyquist-diagram van het niet-teruggekoppelde systeem onderzoekt. Om de stabiliteit van een teruggekoppeld systeem direct te vinden is het doorgaans nodig de polen van de overdrachtsfunctie van het teruggekoppelde systeem te berekenen. Het Nyquist-stabiliteitscriterium daarentegen biedt een methode om de stabiliteit te vinden zonder deze polen te moeten berekenen.